# Cotoneaster franchetii
Cotoneaster franchetii är en rosväxtart som beskrevs av Pierre Edmond Boissier. Cotoneaster franchetii ingår i släktet oxbär, och familjen rosväxter. Utöver nominatformen finns också underarten C. f. cinerascens. En studie  visar att detta oxbär absorberar luftburna partiklar från trafiken 20 procent mer effektivt jämfört med studiens övriga buskar.

## Bildgalleri

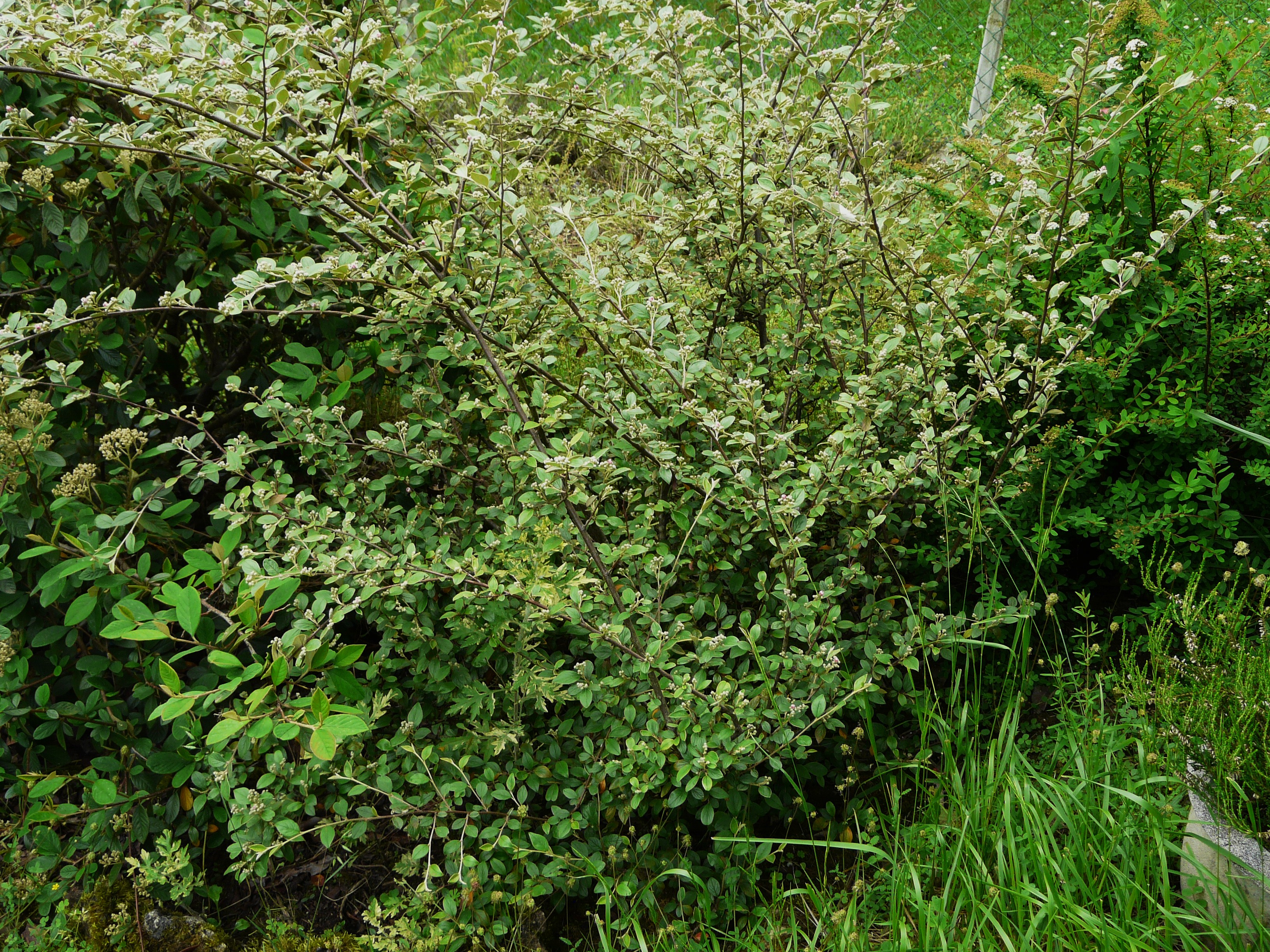
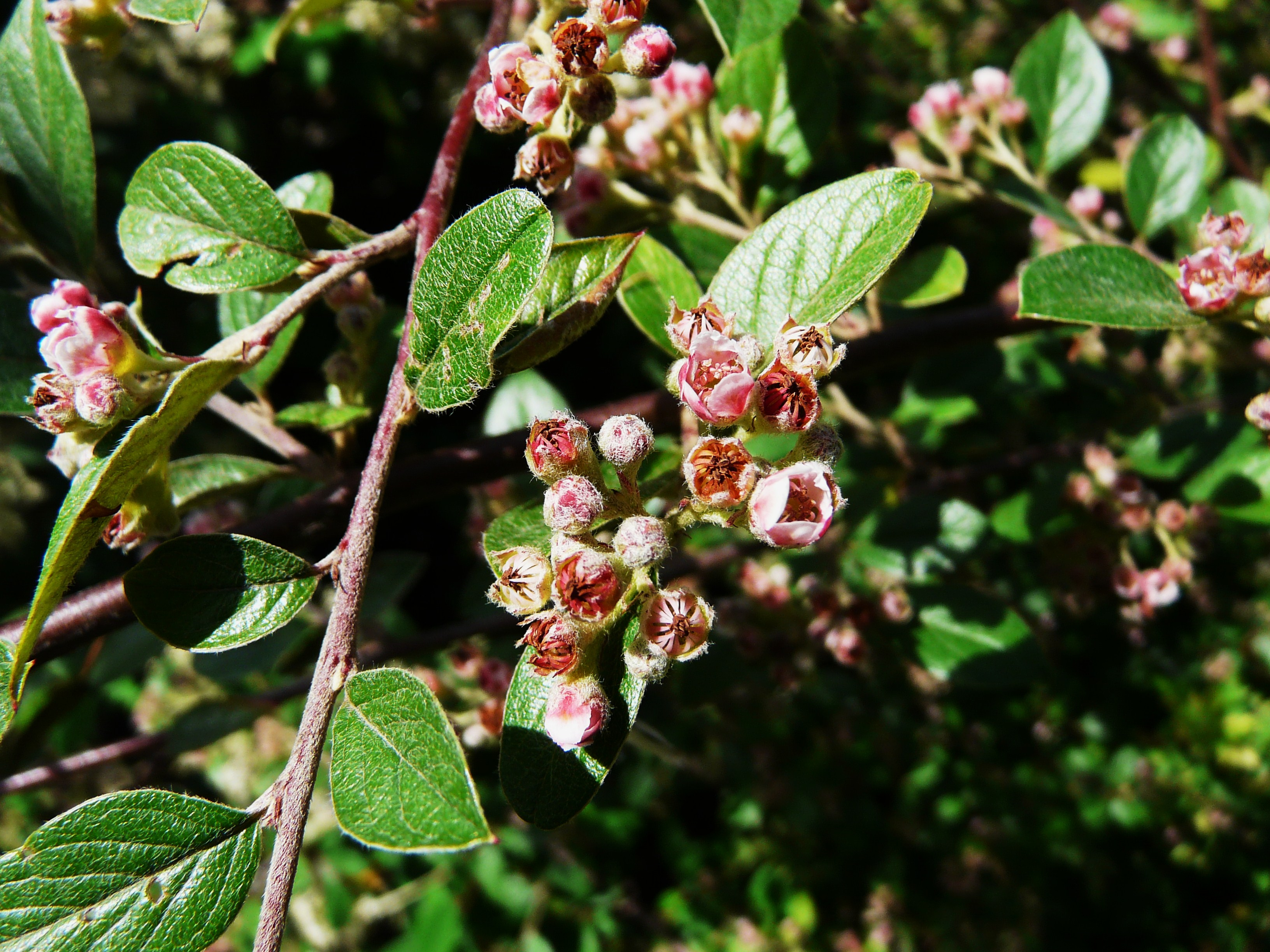
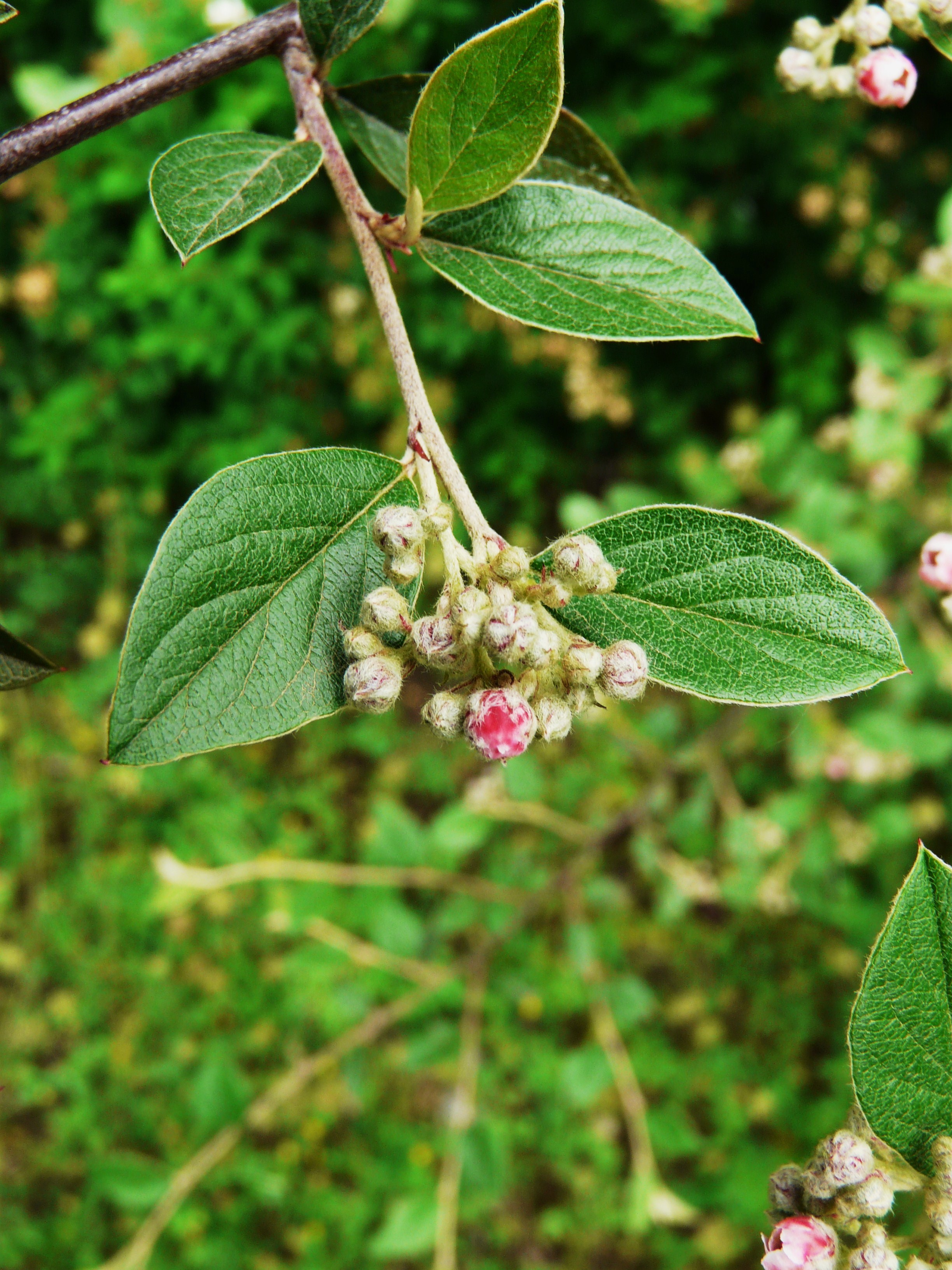
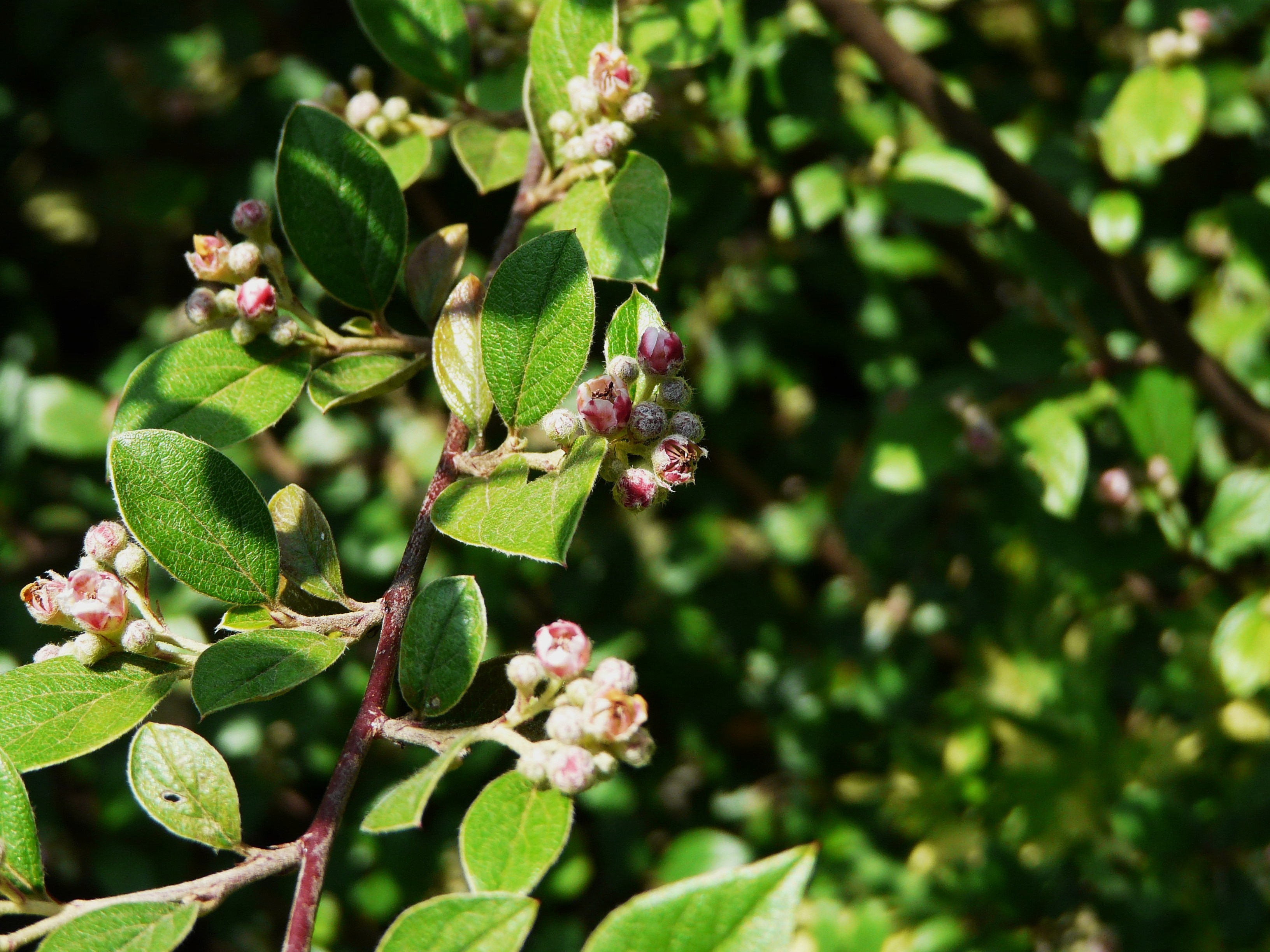
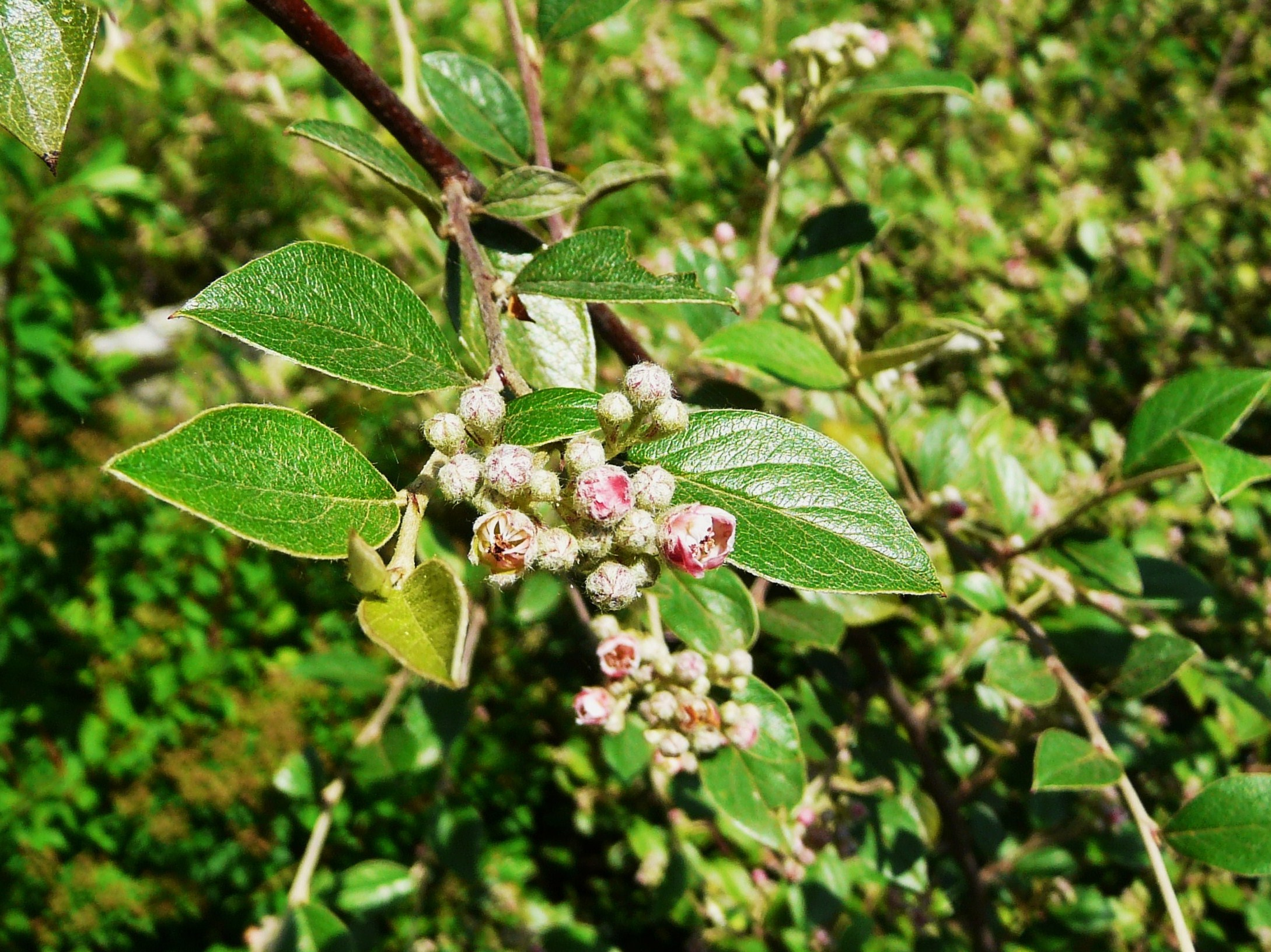
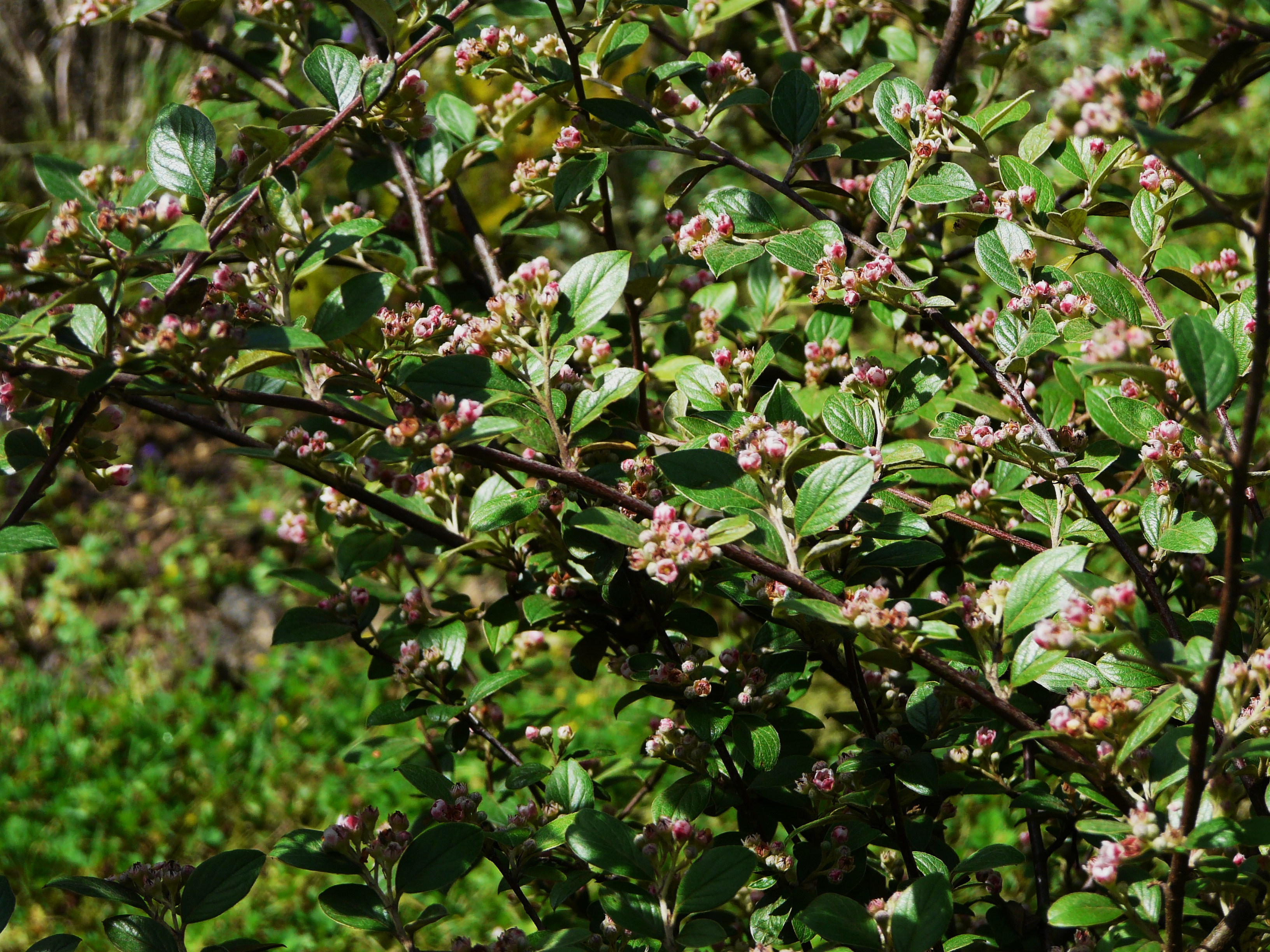